# Marmore (Terni)
Marmore è una frazione del comune italiano di Terni. Si trova a circa cinque chilometri a sud-est del capoluogo, sul lato superiore della Cascata delle Marmore.

## Geografia fisica

### Territorio
Il paese, attraversato dal fiume Velino, si trova all'estrema propaggine settentrionale della Piana di Rieti, in corrispondenza delle Marmore, uno stretto varco tra le montagne che separano la Piana di Rieti (375 metri s.l.m.) dalla più bassa Valnerina (210 m s.l.m.). Questo varco, di origine solo in parte naturale, era anticamente attraversato dal fiume Velino ma nel corso del Quaternario le proprietà incrostanti delle sue acque depositarono calcare sul varco fino ad ostruirlo del tutto, causando l'allagamento dell'odierna Piana Reatina, che anticamente era quasi del tutto ricoperta da un lago detto Lacus Velinus. 
In seguito alla conquista romana della Sabina, nel 290 a.C., il console Manio Curio Dentato bonificò la Piana Reatina operando un taglio sui depositi rocciosi delle Marmore, riaprendo il varco e dando origine all'imponente Cascata delle Marmore, con la quale il Velino precipita nella sottostante Valnerina divenendo affluente del Nera. Dell'antico lago Velino rimangono alcuni specchi d'acqua minori, tra cui il vicino Lago di Piediluco. 
Il 22 marzo 2022 è stata  inoltrata la possibilità alla regione la possibilità di costituire un comune autonomo Marmore-Piediluco.

## Infrastrutture e trasporti

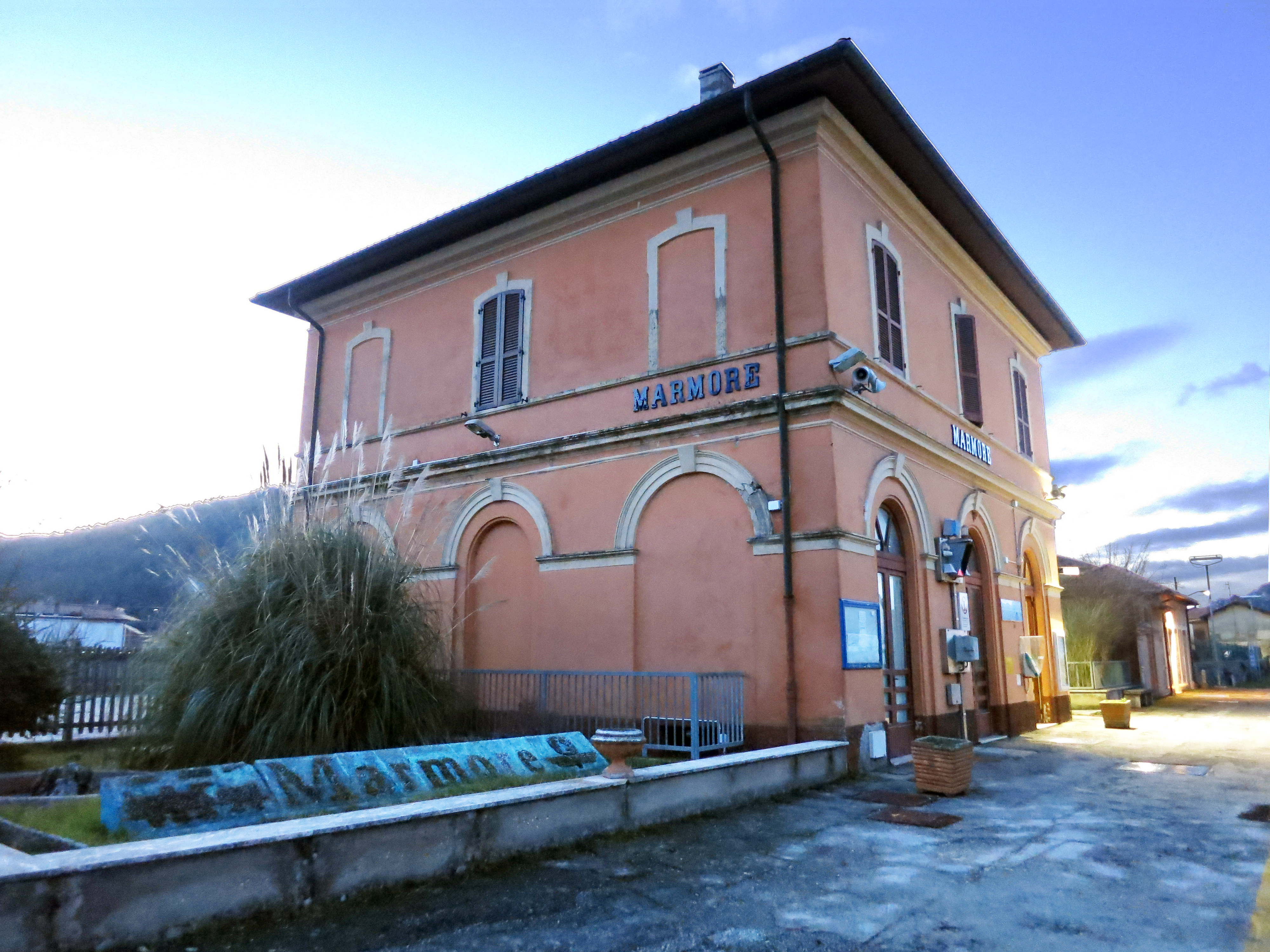
La stazione ferroviaria di Marmore

Grazie alla sua posizione, situata nel punto naturale di comunicazione tra la Piana Reatina e la Conca ternana, Marmore è un punto di passaggio per delle importanti infrastrutture.

### Strade
Il paese è attraversato dalla strada statale 79 Ternana, collegamento storico tra i due capoluoghi Rieti e Terni, tramite la quale si raggiunge Terni in 7 km e Rieti in 26 km. A causa del suo tracciato tortuoso la strada è oggi affiancata dalla statale 79 bis, una superstrada a scorrimento veloce in via di completamento (parte, insieme alle SS 578 ed SS 675, di una trasversale che collega l'A1 con l'A24 e dell'itinerario CIVITER Civitavecchia-Viterbo-Terni-Rieti), che servirà Marmore con l'omonimo svincolo e già dal 2013, con l'apertura al traffico della galleria Valnerina, ha permesso al traffico tra Rieti e Terni di evitare l'attraversamento del paese.

### Ferrovie
Marmore è attraversata dalla ferrovia Terni-Rieti-L'Aquila-Sulmona ed è servita dalla stazione di Marmore.